# Conforto térmico
O conforto térmico é definido como uma condição mental que expressa satisfação com o ambiente térmico circunjacente. Ter conforto térmico significa que uma pessoa usando uma quantidade normal de roupas não sinta nem frio nem calor excessivo.
A faixa de temperaturas em que o corpo de uma pessoa se sente confortável varia entre 36 e 37°C. Para se manter nestas temperaturas, o corpo troca calor com o meio, de acordo com o metabolismo de cada um. Há cinco processos importantes de troca de calor entre uma pessoa e o ambiente em que ela está: condução térmica, convecção, radiação, evaporação de suor e respiração.

## Importância
O conforto térmico é muito importante em relação a fatores relacionados ao trabalho. Ele pode afetar os níveis de distração dos trabalhadores, afetando o seu desempenho e produtividade. 
Estima-se que 70 a 80% de nossas vidas se passa em ambientes fechados, onde o conforto térmico pode ser controlado ativa ou passivamente. O controle ativo requer o uso de equipamentos de ar condicionado e calefação. Já o controle passivo faz parte do ambiente construído.

## Fatores determinantes
Alguns fatores que determinam o conforto térmico:
- Fatores pessoais (de saúde, psicologia, sociologia, e fatores situacionais)
- Temperatura do ar
- Umidade do ar
- Temperatura de paredes e objetos
- Radiação térmica
- Vento
- Roupas
- Nível de atividade